# Xanthorhoe amplior
Xanthorhoe amplior là một loài bướm đêm trong họ Geometridae.